# Gelegenheitsdichtung

Titelseite eines „Leichcarmens“: [http://www.pierre-marteau.com/editions/1770-kautebach.html Die klagende Kautebach bey dem Grabe des seelig verstorbenen Herrn Adolph Böckings (Frankfurt a. M.: J. L. Eichenbergs Wittwe, 1770).

Der Ausdruck Gelegenheitsdichtung (Casualpoesie sowie parallele Wortbildungen auf -lyrik) bezeichnet in der Literaturwissenschaft Dichtung, die meist unter kommerziellen Gesichtspunkten auf einen speziellen Anlass hin verfasst wird (Gelegenheitsschrift). Goethe verwendet in Dichtung und Wahrheit  und in den Gesprächen mit Eckermann den Ausdruck „Gelegenheitsgedicht“ auch in einem weniger abschätzigen Sinn für Gedichte, die sich der Inspiration eines Augenblicks verdanken, der nun im Gedicht festgehalten ist.

## Geschichte
Der Bereich geht zurück auf die antike Überlieferung, die bereits Herrscherlob, Gedichte auf Schlachten und Werke zu politischen Anlässen bot. Unklar sind die Grenzen zur Dichtung unter Patronage. Skalden dichteten für ihre Gefolgsherren, mittelalterliche Dichter schrieben für Höfe, die sie unterhielten und boten im Gegenzug politische Propaganda.
Zum kommerziellen bürgerlichen Geschäft wurde die Gelegenheitsdichtung mit dem Aufkommen des Drucks. Die Tradition geht hier zurück auf die lateinische Poesie der Humanisten. Vom 16. bis ins 18. Jahrhundert konnte man in den meisten größeren Städten Deutschlands sich zu beliebigen Gelegenheiten Gedichte, „Carmina“ der unspezifische Terminus der Zeit, verfassen lassen. Die wichtigsten Anlässe boten Hochzeiten, Kindtaufen, Leichenbegängnisse, Doktorpromotionen, städtische oder höfische Feste.
Die auf den Anlass hin produzierte Ware würdigte zumeist nur in Nebenaspekten die Besungenen oder die Anlässe individueller und persönlicher Art. Standards und Klischees beherrschten die Gelegenheitsdichtung. Bestellte Werke mussten binnen weniger Stunden druckfertig sein und einen einheitlichen Qualitätsstandard aufweisen, um den Kunden zu einem alle Standards erfüllenden Prestigeobjekt zu verhelfen – sie taugten von daher (so die Kritik im späteren 18. Jahrhundert) nicht zur Selbstdarstellung der Dichter. Das Geschäft war einträglich. Benjamin Wedel, Christian Friedrich Hunolds Verleger, notiert 1731, dass Hunold sich regelmäßig für Auftragswerke mit einem Dukaten (2 2/3 Reichstaler) bezahlen ließ (zum Vergleich: Zwei Reichstaler erhielt der exzellent bezahlte Romanautor für einen Druckbogen von acht Seiten Roman). Gedruckt wurde das Werk je nach Preisklasse entweder in billigem kleineren Quart- oder im teureren Folio-Format. Auflagen von 50 oder 100 Exemplaren wurden am Ende zur Erinnerung unter den Gästen ausgeteilt. Die Notizen Simon Dachs geben tieferen Einblick in die Geschäftspraktiken und Produktionsbedingungen. Noch aufschlussreicher und bedeutender als Quelle sind die Tagebücher des Nürnberger Dichters Sigmund von Birken.
Qualitativ höher als die reinen Auftragsarbeiten war die Produktion angesiedelt, die Dichter zu größeren politischen Ereignissen (Thronbesteigungen, Thronjubiläen, Siegen in Schlachten) unaufgefordert, jedoch zumeist in Erwartung eines Geldgeschenks oder einträglicher Patronage publizierten.
Die Produktion von Gelegenheitsdichtung fand sich mit dem ausgehenden 17. Jahrhundert erheblich kritisiert. „Lumpenzeug“ nannte Hunold die Ware – und verkaufte sie, um seinen eigenen Ruf nicht zu gefährden, in Hamburg über Strohmänner. Johann Christoph Gottsched kritisierte die Praxis der Gelegenheitsdichtung eingehender. Sie trug nichts zu dem Bereich der Poesie bei, der soeben Literatur wurde. Goethes Rehabilitation der Gattung war mit der Wende ins 19. Jahrhundert bereits von Nostalgie geprägt. Hier war ein Genre verloren gegangen, das noch nicht den Regeln der hohen Kunst verpflichtet war: „Das Gelegenheitsgedicht, die erste und ächteste aller Dichtarten, ward verächtlich auf einen Grad, daß die Nation noch jetzt nicht zu einem Begriff des hohen Werthes desselben gelangen kann.“ (Aus meinem Leben 10). Im Übrigen bezeugt Goethe eine völlig andere Verwendung des Begriffs: „Alle meine Gedichte sind Gelegenheitsgedichte, sie sind durch die Wirklichkeit angeregt und haben darin Grund und Boden. Von Gedichten aus der Luft gegriffen halte ich nichts.“ (Eckermann 1, 38)
Gelegenheitsdichtung wurde zuerst auf Latein gepflegt, später auch auf Deutsch. In den 1630er Jahren kamen Gelegenheitsgedichte in Dialekten auf. Für das Niederdeutsche markiert dies den Übergang vom standardisierten Mittelniederdeutsch zu einer an der lokalen Aussprache orientierten Rechtschreibung, weshalb die Gelegenheitsdichtung hohen Quellenwert für die historische Dialektforschung hat.
Das Ende der Gattung kam im bürgerlichen Leben mit der Wende ins 19. Jahrhundert. Das Gelegenheitsgedicht wurde zur Privatsache und lebt heute auf privaten Festen als zumeist launiges Gedicht fort, das ein hierzu Begabter in der Regel in Form einer Rede in Versen vorträgt. Auf dem politischen Parkett ist ein Ende der Produktion nicht in Sicht, das Wort wird für politische Propaganda in Dichtung jedoch nicht mehr verwendet.